# Sicele O'Brien
Pour les articles homonymes, voir O'Brien.
Sicele O'Brien (1er avril 1887 - 18 juin 1931) est une des premières pilotes d’avion irlandaises. Elle est la deuxième femme en Grande-Bretagne ou en Irlande à obtenir une licence de pilote professionnelle, et la première femme en Grande-Bretagne ou en Irlande à diriger un service de taxi aérien.

## Biographie

### Enfance et éducation
Elle naît à Londres sous le nom de Sicele Julia Mary Annette O'Brien, fille du baronnet Tim O’Brien (en) et de Gundrede Annette Teresa de Trafford of Lancashire. Elle a deux frères et sept sœurs. Son père est capitaine de cricket pour l’équipe d’Angleterre et lieutenant adjoint ainsi que juge de paix pour le comté de Cork.
O'Brien grandit à Dublin, Londres et Cork. En 1911, elle vit dans une des maisons familiales, le château de Lohort situé à Mallow, qui est ensuite incendié en 1921.

### Première Guerre mondiale
Pendant la Première Guerre mondiale, O'Brien est conductrice pour les services d’infirmerie de la Yeomanry sur le front de l’Ouest entre mai 1917 et avril 1919 et elle reçoit une British War Medal et une médaille de la victoire. Son père est aussi au front et son frère aîné Timothy est tué au combat en 1916.

## Aviation
O'Brien est membre du London Light Airplane Club. Elle obtient sa licence de pilote professionnelle en 1927, devenant ainsi la seconde femme britannique ou irlandaise à y parvenir. Elle remporte la première course aérienne féminine de l’histoire, les Aerial Oaks de 1926,. Avec Lady Heath, elle établit le record d'altitude britannique en 1928. En juin 1928, elle écrit un article sur la carrière d’aviatrice pour les femmes dans The Women Engineer, le journal de la Women's Engineering Society.
Le 20 octobre 1928, elle a un accident près du terrain de golf de Mill Hill, dans le Middlesex. Sa jambe est écrasée dans l'accident et doit être amputée ; sa passagère, Mildred Katherine Leith, est presque indemne. O'Brien reste passionnée d’aviation, écrivant un certain nombre d'articles et organisant des rassemblements aériens tels que le rassemblement de mai 1929 à Gleneagles. Elle continue elle-même à voler en utilisant une jambe artificielle,,. Elle travaille pour le compte de l'Air League de l'Empire britannique et co-fonde l'Aviation Ambulance Association of England. En 1931, elle vit à Earls Court Road, à Londres.
Elle meurt en 1931 lorsque son avion s'écrase au décollage à Hatfield. La copropriétaire de l'avion, l'exploratrice Enid Gordon-Gallien, meurt également dans l'accident.